# Sammy Cahn
Sammy Cahn, pseudonimo di Samuel Cohen (New York, 18 giugno 1913 – Los Angeles, 15 gennaio 1993), è stato un paroliere e musicista statunitense.
Scrisse canzoni per numerosi film, per musical di Broadway e per interpreti come Frank Sinatra, Billy Eckstine, Dean Martin, Doris Day e molti altri. Sapeva suonare pianoforte e violino.
Ricevette ventisette nomination all'Oscar e lo vinse quattro volte per le canzoni Three Coins in the Fountain (apparsa nel film Tre soldi nella fontana, 1954), All The Way (in Il jolly è impazzito, 1957), High Hopes (in Un uomo da vendere, 1959) e Call Me Irresponsible (in Quella strana condizione di papà, 1963).